# نچیز تگزاس
نچیز تگزاس (به انگلیسی: Neches) یک منطقهٔ مسکونی در ایالات متحده آمریکا است که در شهرستان اندرسون، تگزاس واقع شده‌است.